# Santa Maria del Mar

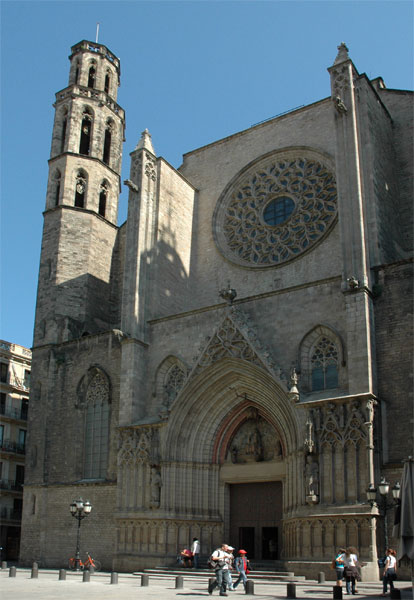
Santa Maria del Mar: exteriör.

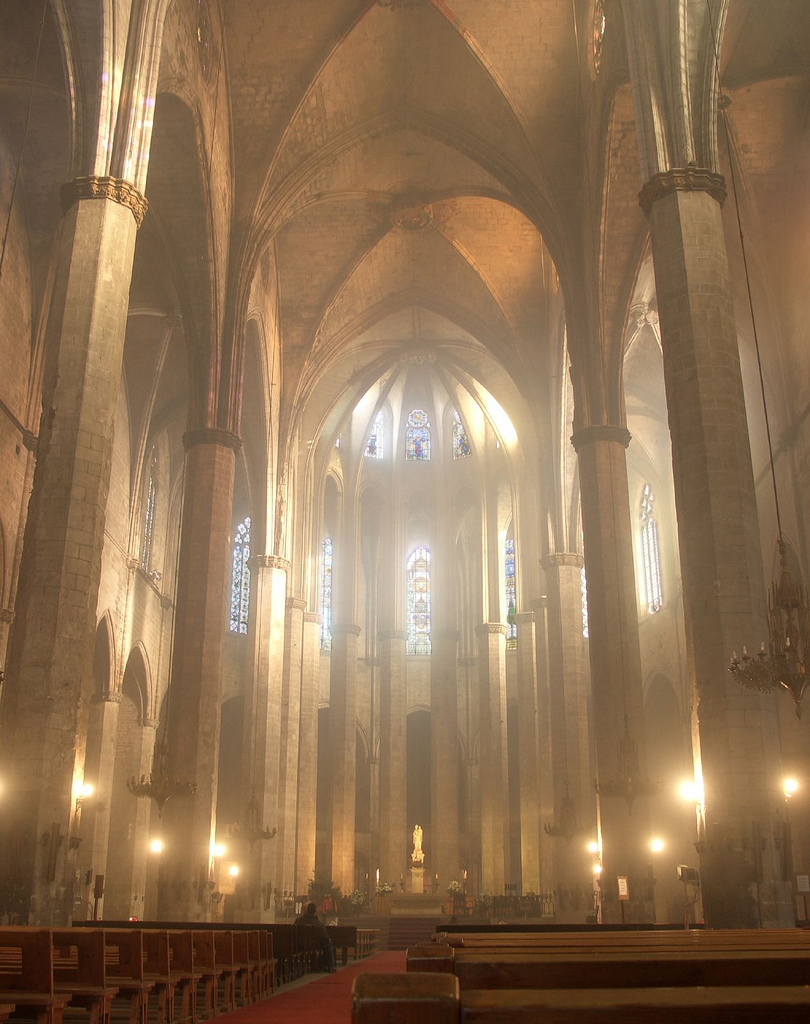
Santa Maria del Mar: interiör.

Santa Maria del Mar, (på svenska: Sankta Maria vid havet), är en gotisk basilika i Barcelona, uppförd 1329-1383.
Santa Maria del Mar är en stor kyrka belägen i Barcelonas medeltida stadsdel Ciutat Vella i kvarteret La Ribera. Den är ansedd som Barcelonas främsta exempel på gotisk kyrkoarkitektur samt den mest välproportionerliga. Kyrkan består av ett mittskepp med två sidoskepp vilka går samman och bildar en halvrund koromgång. Mittskeppet består av fyra travéer som bärs upp av åtta stycken åttkantiga pelare vars avstånd till varandra är det största i någon europeisk gotisk kyrka, omkring 13 meter. Kyrkans dimensioner ger den ett väldigt enhetligt intryck och den ses som det främsta exemplet på katalansk gotisk kyrkoarkitektur vars särart skiljer sig markant från den övriga europeiska gotiska arkitekturen. Huvudskeppet är 13 meter brett medan sidoskeppen är 6,5 meter breda. Höjden på sidoskeppen är exakt den samma som kyrkans bredd medan huvudskeppets höjd är 6,5 meter högre.
Enligt samtida krönikor skall Santa Maria del Mars tillkomst ha involverat hela den arbetsföra befolkningen i La Ribera vilket gav den ett rykte om sig att vara en kyrka byggd av arbetare för arbetare och kom att betraktas som arbetarklassens katedral. Kyrkan bekostades till del med pengar och ideellt arbete från stadens sjåare Bastaixos, deras arbetsinsats där de ideellt bar stenblock från Montjuïc finns avbildad i brons på kyrkans ekportal. Deras yrkesliv finns även avbildat i flera stenreliefer inuti kyrkan, bl.a. en man som skyfflar säd från en stor hög i en säck.
Santa Maria del Mar har skadats vid ett flertal tillfällen, 1428 förstördes rosettfönstret i en jordbävning. Under belägringen 1714 fick kyrkan omfattande skador i taket och under spanska inbördeskriget satte anarkister eld på kyrkan, hela interiören brann upp samt en stor 1700-talsorgel. Byggnaden skadades dock inte allvarligt och restaurerades under de följande årtiondena. Den används idag ofta till konserter då akustiken anses särskilt god.
Utanför kyrkan ligger ett litet torg med tre mullbärsträd, här begravdes flera av dem som försvarade Barcelona under belägringen 1714, monumentet Fossar de les Moreres är en fackla som ständigt brinner för att hedra dem som stupade. Inskriptionen (En el fossar de les Moreres no s'hi enterra cap traidor, På mullbärsträdens kyrkogård skall inga förrädare begravas) är taget ur dikten med samma namn skriven av den katalanske diktaren Frederic Soler, verksam under den katalanska nationalromantiken. Dikten som inte har någon verklighetsbakgrund, handlar om begravningsplatsens skötare som vägrade begrava dem som stupat på motståndarsidan, trots att en av dem visade sig vara hans egen son. Dokument från tiden för belägringen visar dock att många familjer från Barcelona var ideologiskt splittrade där fäder och söner slogs på var sin sida.

## Santa Maria del Mar i populärkultur
Den långa byggnadstiden för kyrkan bildar bakgrundshistoria i romanen La catedral del mar (2006), av Ildefonso Falcones, utgiven 2008 på svenska under titeln Katedralen vid havet. Boken har senare blivit tv-serie på Netflix.